# 天童市立旧東村山郡役所資料館
天童市立旧東村山郡役所資料館（てんどうしりつきゅうひがしむらやまぐんやくしょしりょうかん）、通称天童織田の里歴史館（てんどうおだのさとれきしかん）は、山形県天童市にある博物館。山形県指定有形文化財に指定されている。

## 概要
舞鶴山付近に位置しており、その名の通りかつては東村山郡の郡役所として機能していた。
1879年に東村山郡役所として完成した、木造3階建ての洋風建築である。屋根は瓦葺で、塔屋を有する。当時の郡役所の外壁は板張りを用いるところが多く、漆喰塗りの郡役所は珍しい。また、明治時代初期の擬洋風木造建築としては山形県内で最も古いものである。行政制度が変わり（郡制は1923年に廃止された）郡役所としての役目が終わった後も、郡農会、天童町役場、天童市役所、市立図書館と時代に応じて建物は使用され続けた。1899年以前の段階で3階塔屋が除かれ2階建てに改装されているが、1985年に完成した解体復元修理により建設当初の姿に戻された。
資料館には天童織田藩関連資料や明治維新前後の資料を中心に、240点余りを展示している。2階には展示室があり、この展示室は1891年、明治天皇が東北巡幸の際に行在所として休息した部屋として知られる。

## 沿革
- 1878年 - 郡制が布かれる。東村山郡役所として建設が始まる。
- 1879年10月 - 落成。
- 1879年11月16日 - 東村山郡役所として開庁。
- 1972年 - 山形県有形文化財に指定される。
- 1973年 - 天童市立図書館として使用される（前年まで天童市役所として使用されていた）。
- 1983年 - 天童市立図書館が移転。
- 1985年11月 - 解体復元修理が完了。
- 1986年 - 天童市立旧東村山郡役所資料館として開館。
- 2019年5月11日 - 公募により、「天童織田の里歴史館」の通称が選定。

## 開館時間・休館日
- 開館時間
  - 4月〜10月 9:30〜18:00(最終入館は17:30)[4]
  - 11月〜3月 9:00〜17:00(最終入館は16:30)[4]
- 休館日
  - 月曜日、祝日の翌日[4]。
  - 年末年始[5]。

## 料金
- 大人 200円[4]
- 高校生 100円[4]
- 小中学生 無料[4]

※身体障がい者手帳、精神障がい者保健福祉手帳、及び療育手帳の交付を受けている方は半額（同伴の介護者は無料）

## アクセス
- JR天童駅から徒歩で15分[6]。
- 駐車場あり。